# Wolfgang Ludwig Krafft
Wolfgang Ludwig Krafft (25 de agosto de 1743 – 20 de noviembre de 1814) fue un astrónomo y físico alemán.

## Biografía
Era hijo del físico y matemático Georg Wolfgang Krafft (1701-1754). Su familia se trasladó a Tubinga cuando Krafft contaba un año de edad. Asistió a escuelas de monjas en Denkendorf y Maulbronn, estudiando filosofía con una beca en Tubinga, graduándose en 1764.
En 1767 fue profesor de astronomía en la Academia Rusa de Wissenschaften. Fue enviado a Orenburg en los Urales para observar el tránsito de Venus de 1769. 
En 1772, apoyó a Leonhard Euler, ciego desde el año anterior, en relación con su hijo Johann Euler, con Anders Johan Lexell y con Nicolas Fuss en la revisión de la Theoria motus Lunae una vez que había ganado el premio del Parlamento Británico.
Publicó numerosos trabajos en las colecciones de la Academia Rusa, relacionados con cuestiones físicas y astronómicas: los elementos geomagnéticos, la teoría del electróforo, la luminiscencia del fósforo descubierta por John Canton, la atracción gravitatoria del esferoide, las gafas de lentes acromáticas y el péndulo. En el campo de la matemática pura, escribió un Ensayo sobre los números primos (Nueva Acta, 1802).
En 1804 fue designado Consejero del Estado.

## Publicaciones
- Essai sur la méthode de trouver la latitude sur mer par les hauteurs simultanees de deux astres; 1799 (Online)
- Méthode de Krafft, pour reduire la distance apparente de deux astres à la distance vraie; 1812

## Eponimia
- El cráter lunar Krafft lleva este nombre en su memoria.